# Букари, Осман
Осман Букари (англ. Osman Bukari; 13 декабря 1998, Аккра) — ганский футболист, нападающий клуба «Остин» и национальной сборной Ганы.

## Клубная карьера
Осман является воспитанником клуба «Аккра Лайонс». В начале 2018 года присоединился к молодёжной команде бельгийского «Андерлехта».
Летом 2018 заключил контракт с «Тренчином», за который в чемпионате Словакии Букари дебютировал 29 июля.
26 июля 2018 провёл первую игру в еврокубках, выйдя на замену во втором тайме матча отборочного раунда Лиги Европы 2018/19 с «Гурником». 23 февраля 2019 отметился первым забитым мячом за «Тренчин».
12 августа 2021 года отправился в аренду во французский «Нанта» на сезон без опции выкупа.
В июне 2022 года перешёл в сербскую «Црвену звезду». Сумма трансфера составила 2 млн евро. Футболист взял себе «19» номер. В первом же сезоне Букари в составе сербского клуба стал обладателем кубка Сербии и чемпионом Сербии по футболу.
30 мая 2024 года Букари перешёл в клуб MLS «Остин», в качестве назначенного игрока подписав контракт до конца сезона 2027 с опцией продления на сезон 2028. Сумма трансфера составила около 7 млн долларов. В американской лиге он дебютировал 20 июля в матче против «Шарлотта».

## Карьера в сборной
14 ноября 2022 года был включён в официальную заявку сборной Ганы для участия в матчах чемпионата мира 2022 года в Катаре. На турнире сыграл в матче против сборной Португалии и отличился забитым голом.

## Достижения
«Нант»
- Обладатель Кубка Франции: 2021/22

«Црвена Звезда»
- Чемпион Сербии по футболу 2022/23
- Обладатель Кубка Сербии по футболу: 2022/23